# Омошье
Омошье — деревня в Хвойнинском муниципальном районе Новгородской области, относится к Минецкому сельскому поселению.
В деревне на 1 января 2009 года было 3 хозяйства и постоянно проживали 5 человек. Площадь земель деревни — 11,9 га.
Омошье находятся на высоте 167 м над уровнем моря, к востоку от Бувыкинского озера и Бувыкинского болота.

## Население
| 2009 | 2010 |
| ---- | ---- |
| 5    | →5   |

## История
В Боровичском уезде Новгородской губернии Омошье относилось к Минецкой волости (Минецко-Старско-Горской волости). На 1896—1897 гг. в Омошье было 35 дворов, проживали 100 мужчин и 100 женщин, а также было 14 детей школьного возраста — 7 мальчиков и 7 девочек.
К 1924 году Омошье центр Омошского сельсовета в Минецкой волости. 1 августа 1927 года постановлением ВЦИК Боровичский уезд вошёл в состав новообразованного Боровичского округа Ленинградской области, Омошский сельсовет вошёл в состав новообразованного Минецкого района этого округа. Население деревни Омошье по переписи 1926 года — 241 человек. В ноябре 1928 Омошский сельсовет был упразднён, а Омошье вошло в состав Подсосенского сельсовета. Постановлением ЦИК и СНК СССР от 23 июля 1930 года Боровичский округ был упразднён, район стал подчинён Леноблисполкому. 20 сентября 1931 года Минецкий район был переименован в Хвойнинский, а центр района из села Минцы перенесён на станцию Хвойная. Население деревни Омошье в 1940 году — 156 человек. Указом Президиума Верховного Совета СССР от 5 июля 1944 года Хвойнинский район вошёл во вновь образованную Новгородскую область.
8 июня 1954 года решением Новгородского облисполкома № 359 Омошский сельсовет был присоединён к Остахновскому сельсовету, затем 21 июня 1954 года решением Новгородского облисполкома № 366 в состав Минецкого сельсовета были переданы деревни Бревново, Бувыкино, Гришутино, Кривандино, Крушиново, Омошье, Осечищи, Пестово и Скуратово. Во время неудавшейся всесоюзной реформы по делению на сельские и промышленные районы и парторганизации, в соответствии с решениями ноябрьского (1962 года) пленума ЦК КПСС «о перестройке партийного руководства народным хозяйством», с 10 декабря 1962 года Решением Новгородского облисполкома № 764, Хвойнинский район был упразднён, Омошье и Минецкий сельсовет вошли в крупный Пестовский сельский район, а 1 февраля 1963 года Президиум Верховного Совета РСФСР своим Указом утвердил Решение Новгородского облисполкома. Пленум ЦК КПСС, состоявшийся 16 ноября 1964 года, восстановил прежний принцип партийного руководства народным хозяйством, после чего Указом Верховного Совета РСФСР от 12 января 1965 года и сельсовет и деревня во вновь восстановленном Хвойнинском районе.
С принятием закона от 6 июля 1991 года «О местном самоуправлении в РСФСР» была образована Администрация Минецкого сельсовета (Минецкая сельская администрация), затем Указом Президента РФ № 1617 от 9 октября 1993 года «О реформе представительных органов власти и органов местного самоуправления в Российской Федерации» деятельность Минецкого сельского Совета была досрочно прекращена, а его полномочия переданы Администрации Минецкого сельсовета. По результатам муниципальной реформы, с 2005 года деревня Омошье входит в состав муниципального образования — Минецкое сельское поселение Хвойнинского муниципального района (местное самоуправление), по административно-территориальному устройству подчинена администрации Минецкого сельского поселения Хвойнинского района.